# Lampetis albicincta
Lampetis albicincta es una especie de escarabajo del género Lampetis, familia Buprestidae. Fue descrita científicamente por Reiche en 1850.